# 熊谷純
熊谷純（日语：／ Kumagai Jun，1983年—），日本男性劇本作家、編劇。編劇工房 月光所屬。

## 經歷、人物
2006年，熊谷純獲得第19屆富士電視台年輕人劇本大獎而出道。獲獎時他23歲。得獎作品「今晚6點涉谷見」於2008年1月5日在富士電視系全國播出，收視率達9.5%。這是該大賽獲獎作品首次在全國播出。對於獲獎，他表示「我從沒想過我會獲得大獎……或者更確切地說，我有點覺得這可能會發生」。
喜歡的食物是炸雞、薯條。因此在他的Twitter上，自稱是「馬鈴薯作家（ポテトライター）」，ID裡也包含「POTETO」。

## 參加作品

### 遊戲
- 幻想傳奇 變裝迷宮X（預約特典特別短劇劇本）
- Scared Rider Xechs（主線劇本）
- 美德傳奇f（預約特典特別短劇劇本）
- 世界傳奇 光明神話 光明神話 MOBILE（編劇）
- （編劇）
- （編劇）
- 英雄傳奇 閃耀雙星（編劇）
- 來組樂團吧！（日语：バンドやろうぜ!）（主線編劇）
- 罪紋傳奇（日语：テイルズ オブ クレストリア）（編劇）

### 電視動畫
2011年
- 女神異聞錄4 the ANIMATION（—2012年，編劇）

2012年
- 人類衰退之後（編劇）

2013年
- 革命機Valvrave（編劇）
- 伽利略少女（編劇[3]）

2014年
- HAMATORA -超能偵探社-（劇本統籌、編劇）
- 愚者信長（編劇）
- Re:␣ HAMATORA-超能偵探社-（劇本統籌、編劇）
- 女神異聞錄4  the Golden ANIMATION（劇本統籌、編劇）
- 東京殘響（編劇）
- PSYCHO-PASS 心靈判官2（編劇）

2015年
- 創聖機械天使 LOGOS（劇本統籌、編劇）
- 科學小飛俠Crowds Insight（編劇）

2016年
- 昭和元祿落語心中（劇本統籌、編劇）
- 亞人（編劇）
- Scared Rider Xechs（編劇）

2017年
- 昭和元祿落語心中 -助六再現篇-（劇本統籌、編劇）
- Infini-T Force（編劇）

2020年
- 文豪與鍊金術師 ～審判的齒輪～（劇本統籌、編劇）
- 罪紋傳奇 -背負著罪惡感的他出發了-（日语：テイルズ オブ クレストリア）（劇本）

2022年
- 頂點!!!!!!!!!!!!!!!（劇本統籌、編劇）

2023年
- 聖魔大戰 BIKKURI-MEN（日语：ビックリメン）（編劇）

2025年
- 水屬性的魔法師（劇本統籌[4]）

### 電影動畫
- AURA ～魔龍院光牙最後的戰鬥～（編劇）
- 劇場版 女神異聞錄3系列（編劇）
- MINT（編劇）
- 亞人（編劇）
- 劇場版 Infini-T Force／科學小飛俠：再見了朋友（編劇）

### 電視劇
- 新春電視劇特別企劃 第19屆富士電視台年輕人劇本大獎「今晚6點涉谷見（日语：今日は渋谷で6時）」

### 舞台
- 傳奇祭典（日语：テイルズ オブ フェスティバル）2010（特別短劇編劇）
- （編劇）
- 傳奇祭典2011（特別短劇編劇）
- 元祿音樂劇「黑椿」（編劇）
- 傳奇祭典2012（特別短劇編劇）
- VISUALIVE『女神異聞錄4』the EVOLUTION（編劇）
- 女神異聞錄3 the Weird Masquerade ～青之覺醒～（編劇）
- PREMIUM 3D STAGE 東京殘響（編劇）

### 廣播劇CD
- Scared Rider Xechs
- Scared Rider Xechs
- Scared Rider Xechs
- 美德傳奇f（預約特典特別短劇劇本）
- 變裝迷宮X（預約特典特別短劇劇本）
- 革命機Valvrave[注 1]

## 著書

### 小說
- （2006年10月—2007年4月，villagebooks edge（日语：ヴィレッジブックス），全2冊）—共著：友貴
- （2009年8月，POPLAR社（日语：ポプラ社））
- 運命翅（2013年6月—，〈OVERLAP文庫〉，已出版1冊）

### 漫畫原作
- Scared（2017年5月—2018年5月，〈Young Jump Comics（日语：ヤングジャンプコミックス）〉，全2冊）—作畫：pako，分鏡構成：降矢大輔（日语：降矢大輔），監修：Red Entertainment
- （2018年12月—2019年3月，〈Afternoon KC〉，全2冊）—作畫：青木翔吾（日语：青木翔吾）
- 殺人無罪（日语：殺人無罪）（2019年2月—，〈Young Jump Comics〉，已出版4冊）—作畫：上田宏
- No Undead No Life（2022年11月—2023年5月，Young Magazine KC Spcial（日语：ヤンマガKC），全2冊）—作畫：
- （2025年3月—）—漫畫：[6]

## 腳註

## 外部連結
- 熊谷純的X（前Twitter） （日語）
- ，存于 （日語）
- 熊谷純｜編劇工房 月光 （日語）